# Чиксулуб

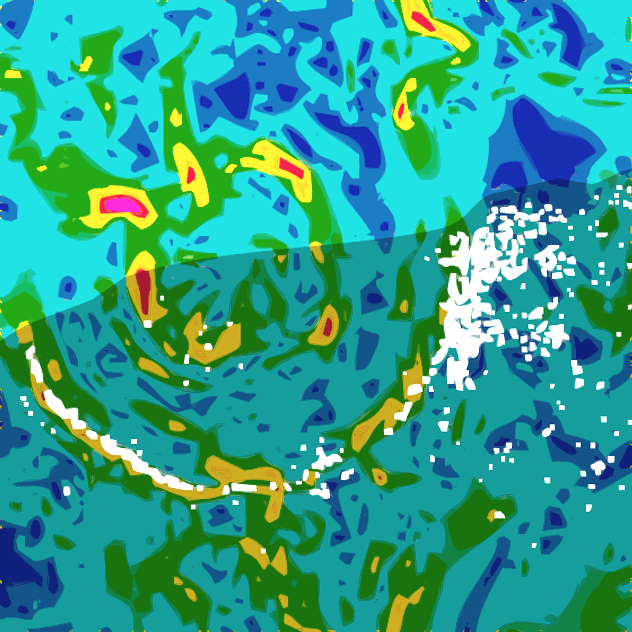
Карта гравитационной аномалии области Чиксулубского кратера. Затенённая область — полуостров Юкатан

Чиксулу́б, или Чикшулу́б (от исп. и юк. Chicxulub, МФА: [t͡ʃikʃuˈluɓ]о файле) — древний ударный кратер диаметром около 180 км и изначальной глубиной до 17—20 км, находящийся на полуострове Юкатан и входящий в список крупнейших кратеров на Земле. Название кратера Chicxulub переводится с юкатекского языка как «демон клещей» и указывает на издревле высокую распространённость паразитиформных клещей в этой местности.
Кратер образовался 66,5 млн лет назад в результате удара астероида диаметром около 10 км. Энергия удара оценивается в 5⋅1023 джоулей или в 100 тератонн в тротиловом эквиваленте (для сравнения, крупнейшее термоядерное устройство имело мощность 58,6 мегатонн, что примерно в 2 млн раз меньше). Выброс почвы, землетрясение и цунами, произошедшие в результате падения метеорита, привели к одному из крупнейших массовых вымираний в биосфере Земли. Момент падения Чиксулубского метеорита принят Международной стратиграфической комиссией как завершение мелового периода мезозойской эры и начало кайнозойской эры.

## Открытие кратера
Из-за больших размеров кратера и его значительной разрушенности его невозможно было обнаружить простым наблюдением. Учёные открыли его только в 1978 году, что произошло совершенно случайно при проведении геофизических исследований на дне Мексиканского залива.
В ходе исследований была обнаружена большая подводная дуга протяжённостью около 70 км, имеющая форму полукольца. По гравиметрическим данным учёные нашли продолжение этой дуги на суше, на северо-западе полуострова Юкатан. Сомкнувшись, дуги формируют окружность, диаметр которой составляет приблизительно 180 км.
Ударное происхождение кратера было доказано по гравитационной аномалии внутри кольцеобразной структуры, а также по присутствию горных пород, характерных только для ударно-взрывного породообразования. Этот вывод подтвердили химические исследования грунтов и детальная космическая съёмка местности.

## Последствия падения астероида

Анимация, иллюстрирующая стадии импактного события, приведшего к образованию кратера Чиксулуб

Астероид упал под очень крутым углом, около 60° к горизонту, двигаясь с северо-востока. Это самый опасный сценарий падения, так как в результате в атмосферу попало максимальное количество пыли (если бы он упал на Землю под углом в 15°, количество выброшенной пыли, углекислого газа и соединений серы было бы примерно в три раза меньше, а если бы упал вертикально — на порядок меньше).
Покрывшая Землю железистая пыль (хорошо различимая в геологических породах того времени) при средней толщине слоя 3 см имеет массу 50 трлн тонн. Объем выброса — 15 тыс. куб. км, т.е. примерно на порядок больше объема самого астероида. Прошедшая по поверхности Земли высокотемпературная ударная волна и обратное падение выброшенных в ближний космос (высотой более 100 км) пород, приземлявшихся за тысячи километров от места удара, вызвали лесные пожары по всему миру, в результате которых произошёл выброс большого количества сажи и угарного газа в атмосферу. Поднятые частицы пыли и сажи вызвали изменения климата, подобные ядерной зиме, так что поверхность Земли несколько лет была закрыта от прямых солнечных лучей пылевым облаком. С помощью компьютерного моделирования учёные показали, что в воздух было выброшено около 15 трлн тонн пепла и сажи и днём на Земле было темно, как лунной ночью. В результате нехватки света у растений замедлился или на 1—2 года был ингибирован фотосинтез, что могло привести к уменьшению концентрации кислорода в атмосфере (на время, пока биосфера была закрыта от поступления солнечного света). Температура на континентах упала на 28 °C, в океанах — на 11 °C. Исчезновение фитопланктона, важнейшего элемента пищевой цепи в океане, привело к вымиранию зоопланктона и других морских животных. В зависимости от времени пребывания в стратосфере сульфатных аэрозолей, глобальная годовая средняя температура приземного воздуха была ниже 3 °C до 16 лет, уменьшившись на 26 °C.
Удар должен был вызвать цунами высотой 50—100 метров, ушедшие далеко вглубь материков. Геофизики обнаружили в центральной части Луизианы огромную рябь, оставленную цунами, образовавшимся после удара астероида Чиксулуб, эквивалентного по силе мегаземлетрясению магнитудой 11 по шкале Рихтера. Согласно расчётам, мегарябь имела среднюю длину волны 600 м и среднюю высоту волны 16 м.
Кроме того, падение астероида, как предполагается, вызвало мощную сейсмическую волну, несколько раз обогнувшую земной шар и вызвавшую излияния лавы в противоположной точке поверхности Земли (Деканские траппы).
По результатам подводного бурения в центральной части кратера Чиксулуб, проведённого в 2016 году в ходе рейса 364 Международной программы изучения океана (IODP), выяснилось, что залегающий между толщей зювита или импактной брекчии и вышележащим палеоценовым пелагическим известняком 76-сантиметровый переходный слой, включая верхнюю часть со следами ползания и рытья, сформировался менее, чем за 6 лет после падения астероида.
В 2019 году учёные описали первые сутки на Земле после падения гигантского астероида. В течение нескольких минут после удара поднятая горная порода рухнула наружу, образуя пиковое кольцо, покрытое расплавленной породой. В течение десятков минут пиковое кольцо было покрыто примерно 40-метровым слоем брекчированного ударного расплава и крупнозернистого зювита, в том числе обломочными горными породами, возможно, образованными взаимодействием выброшенной расплавленной магмы с водой на поверхности. В течение часа на вершине пикового кольца образовался гребень из слоя зювита толщиной 10 м с повышенной округлостью и сортировкой частиц. В течение нескольких часов в результате осаждения и сейшей (стоячих волн), в затопленном кратере образовался окаймляющий отсортированный слой зювита толщиной 80 м. Менее чем через сутки отражённое цунами в виде волны обода достигло кратера, в результате чего образовалась прослойка из мелкозернистого песчано-мелкого гравия, обогащённая полициклическими ароматическими углеводородами и фрагментами угля, образовавшегося во время лесных пожаров. В породах, отложившихся непосредственно после взрыва, обнаружены следы присутствия как аэробных, так и анаэробных бактерий.
В результате явлений, вызванных падением Чиксулубского астероида, произошло одно из крупнейших массовых вымираний в биосфере Земли. Момент падения метеорита учёные считают рубежом между мезозойской и кайнозойской эрами.

## Научные исследования
Приблизительное совпадение по времени столкновения с массовым вымиранием на границе мезозоя и кайнозоя позволило физику Луису Альваресу и его сыну геологу Уолтеру Альваресу предположить, что именно это событие вызвало гибель динозавров. Одним из главных свидетельств метеоритной гипотезы является тонкий слой глины, повсеместно соответствующий границе геологических периодов. В конце 1970-х годов Альваресы и коллеги опубликовали работу, свидетельствующую об аномальной концентрации иридия в этом слое, в 15 раз превышающей номинальную. Предполагается, что этот иридий имеет внеземное происхождение. В статье 1980 года они привели данные измерений концентрации иридия в Италии, Дании и Новой Зеландии, превышающих номинальную в 30, 160 и 20 раз соответственно. Также в этой статье уточнены возможные параметры астероида и последствия его столкновения с Землёй.
Кроме того, в пограничном слое найдены частицы ударно-преобразованного кварца и тектиты (частички стекла, которые формируются только при астероидных ударах и ядерных взрывах), а также обломки горных пород, наибольшее содержание которых на мел-палеогеновой границе обнаружено в районе Карибского бассейна (как раз там, где находится полуостров Юкатан).
Гипотеза Альваресов получила поддержку части научного сообщества, но в течение 30 лет выдвигалось много альтернативных версий (подробнее см. в статье Мел-палеогеновое вымирание).
К началу 2010-х годов были получены и другие доказательства, в том числе, результаты компьютерного моделирования показали, что такие падения имели долговременные катастрофические последствия для биосферы. После этого данная гипотеза стала преобладающей.
В 3000 км севернее места падения метеорита, в Северной Дакоте (США) в результате падения метеорита сформировалось уникальное палеонтологическое местонахождение Танис. В этом месте живые существа, как морские, так и речные, были погребены гигантской волной под слоем рыхлых осадочных пород, погибли практически мгновенно и прекрасно сохранились. Раскопки, проведённые в Танисе, дали учёным много информации о населявших планету видах живых существ и позволили выяснить, что метеорит упал в период от апреля до июля, а по более точным данным — весной, скорее всего в апреле.